# Эрих II (герцог Брауншвейг-Каленберга)
Эрих II Брауншвейг-Люнебургский (10 августа 1528, Дассель, Нижняя Саксония — 17 ноября 1584, Павия) — герцог Брауншвейг-Люнебурга и правитель княжества Каленберг с 1545 года до своей смерти. В 1495 году княжество Гёттинген присоединилось к Каленбергу.
Сын Эриха I и Елизаветы Бранденбургской. До совершеннолетия регентом Эриха II была его мать, которая ввела в Каленберге идеи Реформации и обратила в лютеранство своих детей. Однако в 1547 году Эрих II объявил о своём возвращении в католическую веру, к большому раздражению своей матери.

## Биография

### Первый брак
17 мая 1545 года Эрих женился на Сидонии Саксонской (1518—1575), дочери герцога Саксонии Генриха V и Катарины Мекленбургской. Невеста была на десять лет старше жениха. Простая свадебная церемония состоялась в Мюндене.
Поначалу они понравились друг другу. Эрих был обручён с Агнес Гессенской, но во время переговоров о свадьбе в Касселе, он познакомился с Сидонией. Она привлекла его внимание, и он расторг помолвку с Агнес, чтобы жениться на Сидонии. Ландграф Филипп Гессенский, отец Агнес, относительно этих событий заметил: «Чего только ни произойдёт в этом браке, после того как окончится медовый месяц».
Два года спустя после свадьбы, в 1547 году, Эрих объявил о восстановлении католицизма, несмотря на то, что с 1542 года в герцогстве исповедовали лютеранство. Сидония же оставалась верна прежней религии. Кроме того, возникли финансовые трудности, и их брак оставался бездетным, что также способствовало ухудшению её отношений с супругом.
Конфликт между ними достиг кульминации, когда она заподозрила, что муж замыслил отравить её. Некий генуэзский купец, общаясь в 1555 году с братом Сидонии, курфюрстом Августом, сообщил ему, что герцог заказывал у него яд, ссылаясь на то, что «Эрих — христианин, а его жена — лютеранка, и уж лучше пусть умрёт одна женщина, чем погибнут 20 тысяч человек». 
С 1563 года герцог жил со своей прежней любовницей Катариной фон Уэлдам в замке Каленберг. У них было двое детей: Вильгельм, барон Лисфельт (умер в 1585 году молодым) и Катарина, баронесса Лизфельт (1564—1606), которая тайно вышла замуж за Джованни Андреа Дориа. Сидонии доступ в замок был запрещён. Герцог пригрозил, что «если она придёт в мой дом, то я отрежу этой потаскухе нос и выколю глаза».

### Обвинения в колдовстве
С 1564 года Сидония жила фактически под домашним арестом, против чего она решительно протестовала, апеллировав к брату и императору Максимилиану II. Август отправил своих советников, безуспешно пытавшихся достичь какого-либо компромисса с Эрихом. В 1564 году герцог серьёзно заболел, предполагали, что он мог быть отравлен. Четырёх женщин, подозреваемых в колдовстве, сожгли на костре в Нойштадте-ам-Рюбенберге. В 1570 году при посредничестве императора Максимилиана, курфюрста Саксонского и герцога Юлия Брауншвейг-Вольфенбюттельского споры между супругами были урегулированы. Согласно решению Сидония должна была получить во владение замок Каленберг. Эрих, тем не менее, не придерживался исполнения условий данного соглашения.
30 марта 1572 года герцог Эрих собрал своих советников, дворян и представителей от городов Ганновера и Гамельна в замке Ландестрост в Нойштадте. Он предъявил Сидонии обвинение в колдовстве и покушении на его жизнь. В качестве доказательств он предоставил добытые под пыткой показания четырёх женщин, сожжённых на костре в 1564 году. Сидония обратилась к императору Максимилиану с просьбой о пересмотре этого дела. Она тайно покинула Каленберг и уехала в Вену. Оттуда, в октябре 1572 года, она отправилась в Дрезден к своему брату и его супруге.
Максимилиан постановил, что расследование должно проводиться при императорском дворе. Однако позже он передал дело герцогу Юлию Брауншвейг-Вольфенбюттельскому и Вильгельму Младшему, герцогу Брауншвейг-Люнебургскому. Слушание состоялось 17 декабря 1573 года в Хальберштадте в присутствии двора и при большом скоплении народа. Все свидетели отказались от своих показаний против Сидонии, и 1 января 1574 года она была оправдана по всем пунктам обвинения.

### Второй брак
В 1575 году Эрих женился на Доротее Лотарингской (1545—1621), дочери герцога Лотарингии Франсуа I и датской принцессы Кристины.
Он не любил находиться в своём обедневшем княжестве и продолжал путешествовать в компании второй женой. В 1581 году он купил роскошный особняк в Венеции за 50 тысяч дукатов, взятых в долг. Там он устраивал роскошные обеды для венецианской знати.
Ни от одной жены у Эриха не было законных детей, и после его смерти в Павии княжество Каленберг-Гёттинген унаследовал Юлий Брауншвейг-Вольфенбюттельский.